# Camponotus scipio
Camponotus scipio är en myrart som beskrevs av Auguste-Henri Forel 1908. Camponotus scipio ingår i släktet hästmyror, och familjen myror.

## Underarter
Arten delas in i följande underarter:
- C. s. insignis
- C. s. scipio

## Bildgalleri

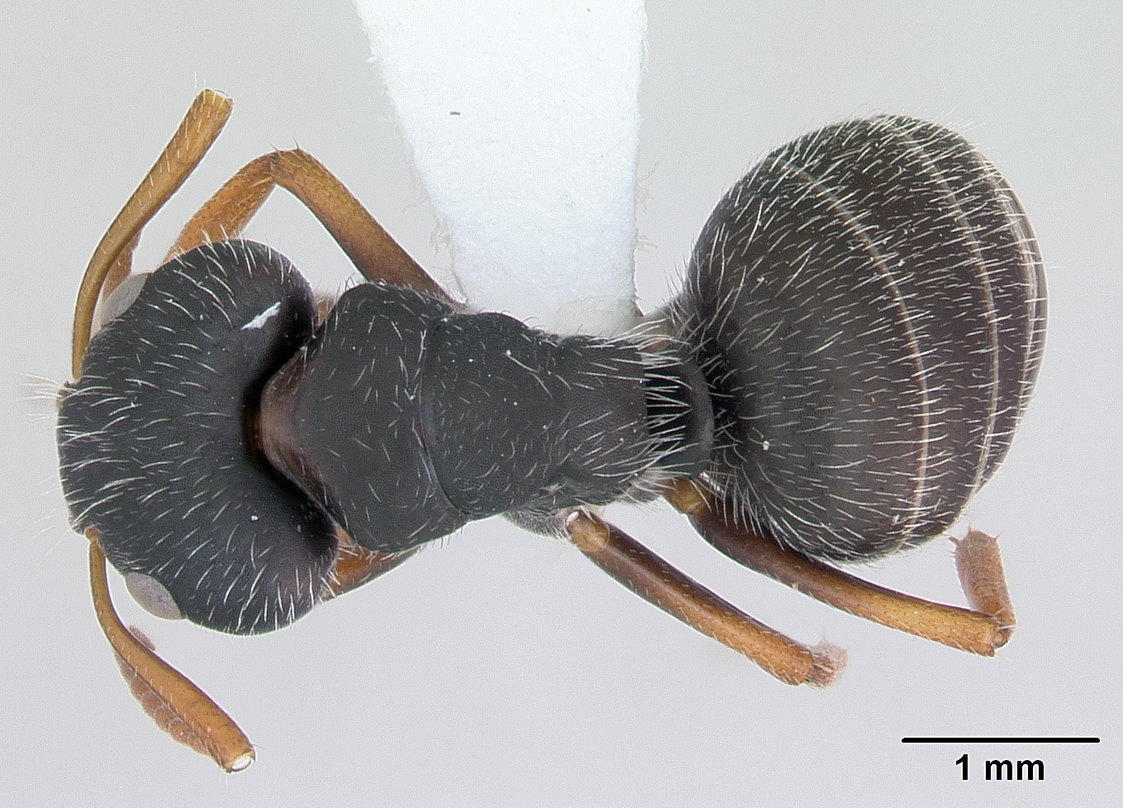
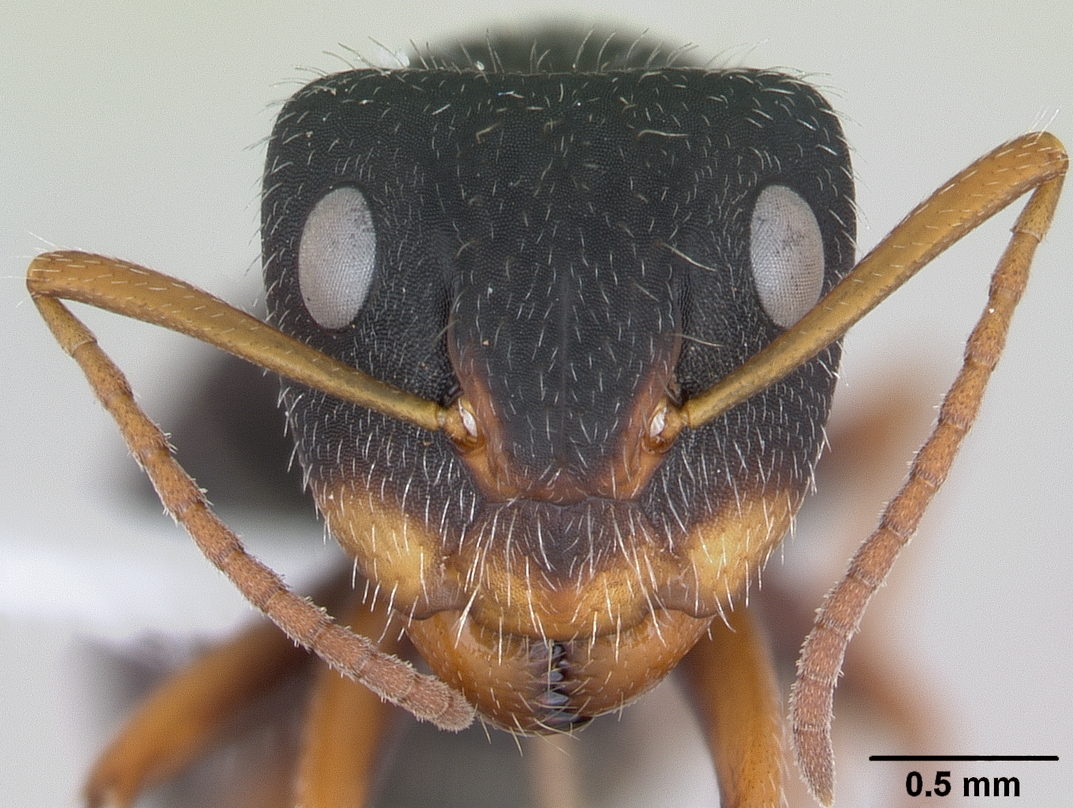
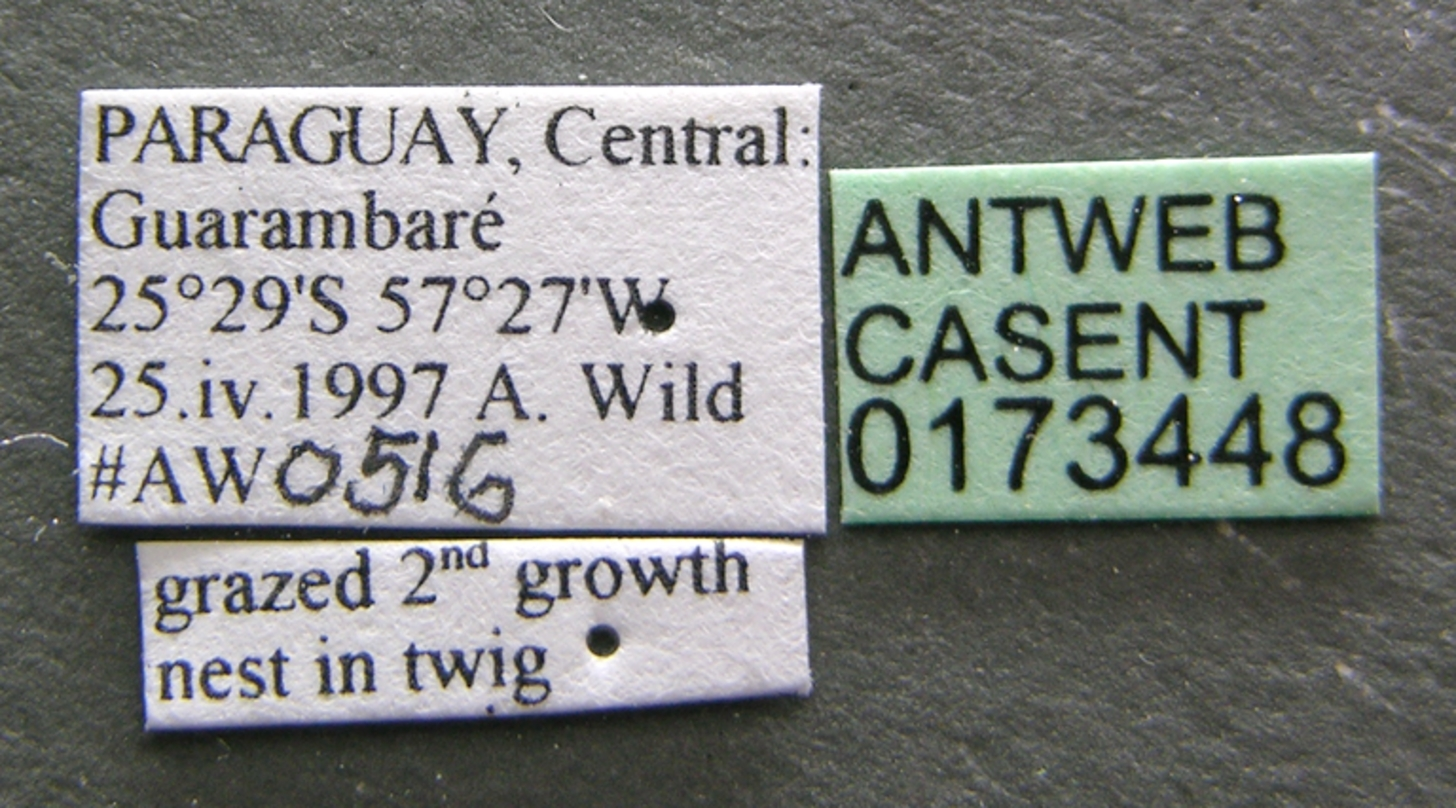
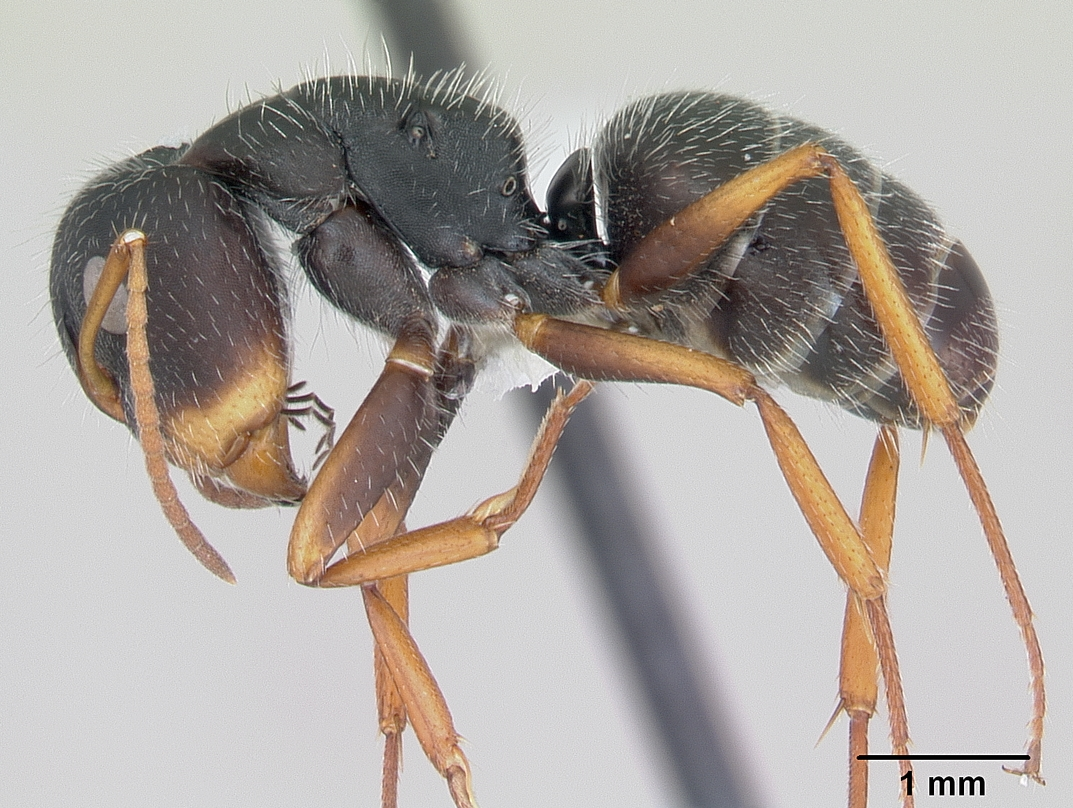
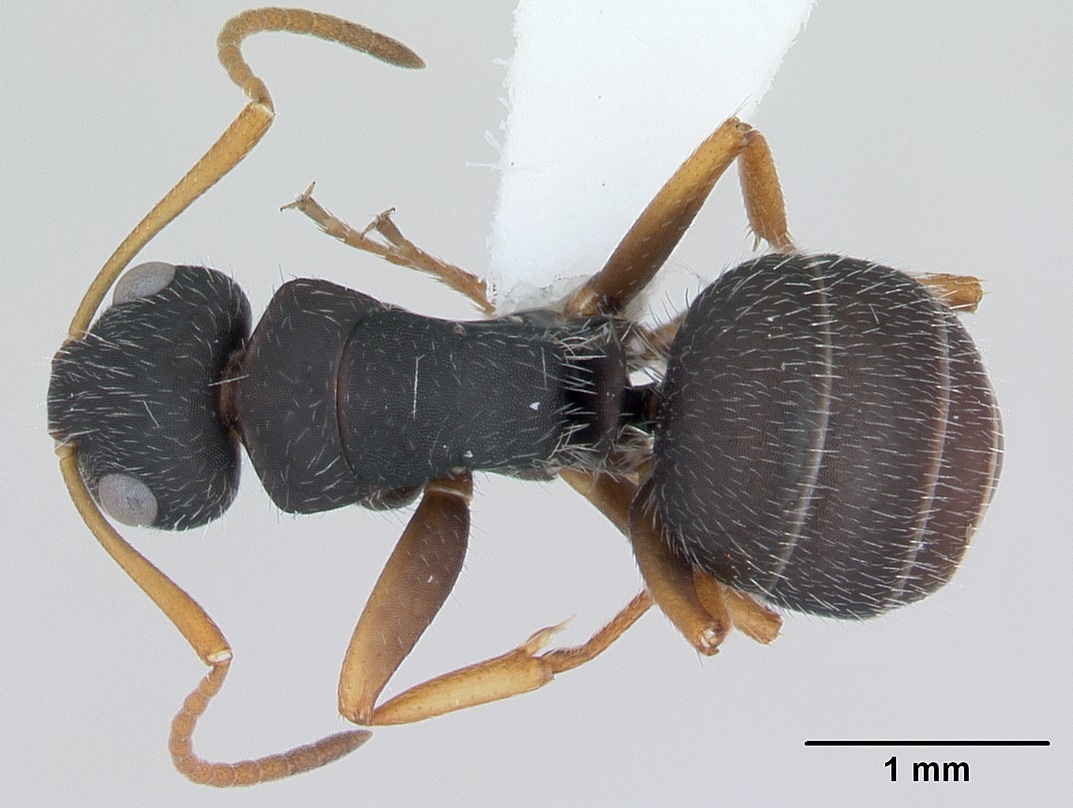
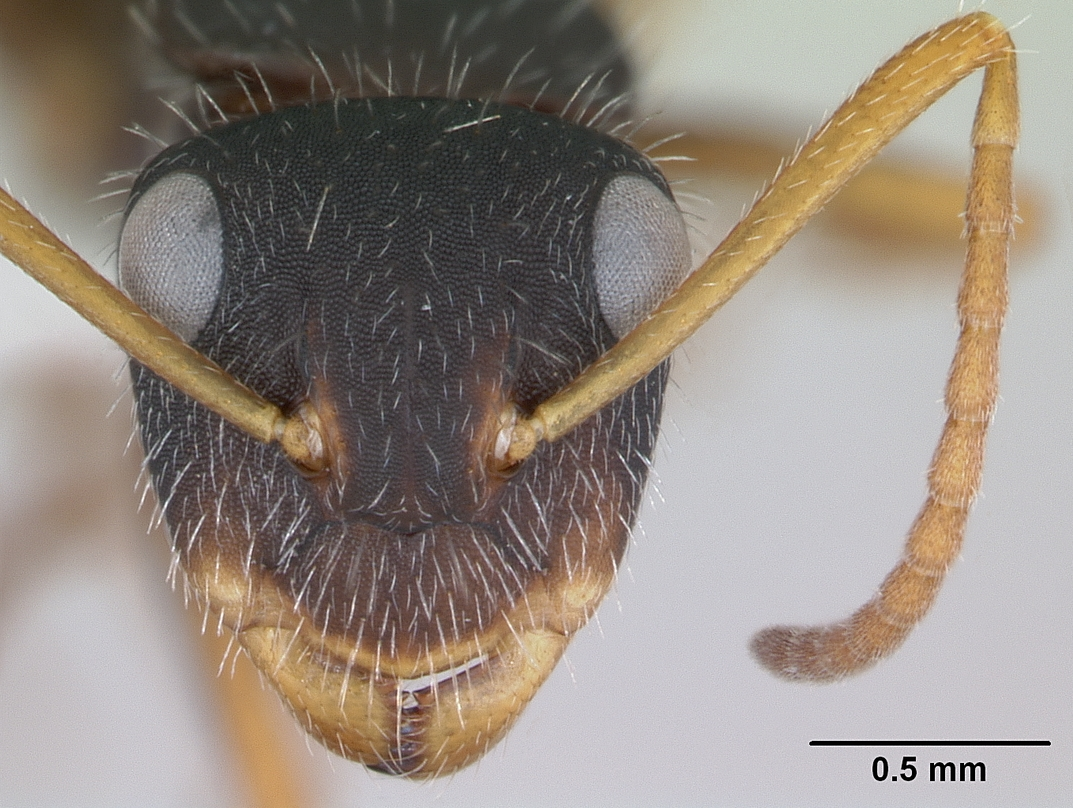